# Aspidothelium fugiens
Aspidothelium fugiens är en lavart som först beskrevs av Johannes Müller Argoviensis, och fick sitt nu gällande namn av R. Sant. 1952. Aspidothelium fugiens ingår i släktet Aspidothelium och familjen Aspidotheliaceae.   Inga underarter finns listade i Catalogue of Life.